# 솔밭중학교
솔밭중학교(솔밭中學校)는 대한민국 충청북도 청주시 흥덕구 복대동에 있는 공립 중학교이다.

## 학교 연혁
- 2006년 10월 24일 : 솔밭중학교 설립인가(24학급)
- 2009년 9월 28일 : 교명 확정, 솔밭중학교
- 2010년 3월 1일 : 제1대 윤석성 교장 부임
- 2010년 3월 2일 : 개교 및 제1회 입학식(8학급 304명)
- 2013년 2월 7일 : 제1회 졸업식(301명 졸업)
- 2023년 9월 1일 : 제8대 이덕찬 교장 부임
- 2024년 1월 9일 : 제12회 졸업식(10학급 285명) 졸업생 계 3,572명
- 2024년 3월 4일 : 제15회 입학식(10학급 276명)

## 참고 자료
- 솔밭중학교 - 한국교육학술정보원 학교알리미